# فينس هنتر
فينس هنتر (بالإنجليزية: Vince Hunter)‏ مواليد 5 أغسطس 1994 في ديترويت، هو لاعب كرة سلة أمريكي. بدأ مسيرته الاحترافية في سنة 2015. يلعب كلاعب وسط. يحمل الرقم 32. يبلغ طوله 6 قدم 8 بوصة (2.0 م). لعب مع نادي باناثينايكوس لكرة السلة في الدوري الأوروبي لكرة السلة ونادي أفتودور ساراتوف لكرة السلة في دوري اتحاد في تي بي.

## روابط خارجية
- فينس هنتر على موقع الدوري الأوروبي لكرة السلة (الإنجليزية)
- فينس هنتر على موقع إن بي أي (الإنجليزية)
- فينس هنتر على موقع سبورتس رفرنس (الإنجليزية)
- فينس هنتر على موقع كرة السلة الأوروبية.كوم (الإنجليزية)
- فينس هنتر على موقع DraftExpress.com (الإنجليزية)
- فينس هنتر على موقع إي إس بي إن.كوم (الإنجليزية)
- فينس هنتر على موقع كلية كرة السلة في سبورتس رفرنس.كوم (الإنجليزية)
- فينس هنتر على موقع ريلجم (الإنجليزية)
- فينس هنتر على موقع بروبوليرز (الإنجليزية)
- فينس هنتر على موقع سبورتس رفرنس (الإنجليزية)